# Rosinha do Sobrado
Rosinha do Sobrado é uma telenovela brasileira produzida e exibida pela TV Globo de 3 de agosto a 22 de outubro de 1965, em 50 capítulos. Foi a 1ª "novela das sete" exibida pela emissora, sendo substituída por A Moreninha.
Escrita por Moysés Weltman e dirigida por Otávio Graça Mello. 
Marília Pêra interpretava a personagem-título, sendo este seu primeiro papel de protagonista na emissora.

## Enredo
Conta a história do médico Afonso apaixonado por Rosinha, uma menina bonita e muito encantadora. A jovem Rosinha passa os dias dentro de sua casa, olhando pela janela os acontecimentos da pequena cidade onde mora, e vive com seu pai, o comerciante Abílio, sua tia, Maria, e seu irmão Bento.
Um dia, o médico é chamado pela família de Rosinha para fazer uma consulta à moça, e ele descobre que ela é paraplégica. Os dois iniciam um namoro e, no fim da trama, Rosinha se recupera e volta a andar.

## Elenco
| Ator               | Personagem |
| ------------------ | ---------- |
| Marília Pêra       | Rosinha    |
| Gracindo Júnior    | Afonso     |
| Milton Carneiro    | Seu Abílio |
| Yara Sarmento      | Aninha     |
| Milton Gonçalves   | Agenor     |
| Zilka Salaberry    | Maria      |
| Ítalo Rossi        | Décio      |
| Iracema de Alencar | Jerusa     |
| Lafayette Galvão   | Bento      |
| Lícia Magna        | Martina    |
| Nestor de Montemar | José       |

## Produção
Foi a primeira telenovela escrita por Moysés Weltman, autor da radionovela Jerônimo, o Herói do Sertão, transmitida pela Rádio Nacional em 1953.
Inicialmente exibida de terça a sexta-feira no horário das 22h, foi transferida com pouco mais de um mês de exibição para a nova faixa de novelas da emissora às 19h.

## Exibição
Rosinha do Sobrado teve mudança de horário no decorrer de sua exibição para dar lugar a novela Paixão de Outono que entraria no ar às 21h30.